# Austria ai VI Giochi olimpici invernali
L'Austria partecipò ai VI Giochi olimpici invernali, svoltisi a Oslo, Norvegia, dal 14 al 25 febbraio 1952, con una delegazione di 39 atleti impegnati in sette discipline.

## Medagliere

### Per discipline
| Sport                 | Oro | Argento | Bronzo | Totale |
| --------------------- | --- | ------- | ------ | ------ |
| Sci alpino            | 2   | 3       | 2      | 7      |
| Pattinaggio di figura | 0   | 1       | 0      | 1      |
| Totale                | 2   | 4       | 2      | 8      |

### Medaglie
| Medaglia | Atleta           | Sport                 | Evento                         |
| -------- | ---------------- | --------------------- | ------------------------------ |
| Oro      | Othmar Schneider | Sci alpino            | Slalom speciale maschile       |
| Oro      | Trude Beiser     | Sci alpino            | Discesa libera femminile       |
| Argento  | Helmut Seibt     | Pattinaggio di figura | Pattinaggio di figura maschile |
| Argento  | Othmar Schneider | Sci alpino            | Discesa libera maschile        |
| Argento  | Christian Pravda | Sci alpino            | Slalom gigante maschile        |
| Argento  | Dagmar Rom       | Sci alpino            | Slalom gigante femminile       |
| Bronzo   | Christian Pravda | Sci alpino            | Discesa libera maschile        |
| Bronzo   | Toni Spiß        | Sci alpino            | Slalom gigante maschile        |